# Vladimir Louttchenko
Temple de la renommée russe : 2014
Vladimir Iakovlevitch Louttchenko - en russe : Владимир Яковлевич Лутченко - (né le 2 janvier 1949 à Ramenskoïe en URSS) était un joueur professionnel russe de hockey sur glace.

## Carrière de joueur
Il commence sa carrière professionnelle en championnat d'URSS avec le CSKA Moscou en 1966. Il remporte onze titres de champion avec le club sportif de l'armée. En 1981, il met un terme à sa carrière. Il termine avec un bilan de 459 matchs et 58 buts en élite.

## Carrière internationale
Il a représenté l'URSS à 281 reprises (34 buts) sur une période de 14 ans de 1967 à 1980. L'équipe a remporté les Jeux olympiques en 1972 et 1976. Il a participé à huit éditions des championnats du monde pour un bilan de cinq médailles d'or, deux d'argent et une de bronze.

## Trophées et honneurs personnels
URSS
- 1971, 1972, 1973, 1974, 1975, 1976, 1977: élu dans l'équipe d'étoiles.

## Statistiques
Pour les significations des abréviations, voir Statistiques du hockey sur glace.

### En équipe nationale
| Année | Équipe | Compétition |    | PJ | B | A | Pts | Pun                |  | Résultat |
| 1969  | URSS   | CM          | 9  | 0  | 1 | 1 | 8   | Médaille d'or      |  |          |
| 1970  | URSS   | CM          | 10 | 0  | 0 | 0 | 2   | Médaille d'or      |  |          |
| 1971  | URSS   | CM          | 10 | 3  | 1 | 4 | 6   | Médaille d'or      |  |          |
| 1972  | URSS   | JO          | 5  | 0  | 1 | 1 | 2   | Médaille d'or      |  |          |
| 1972  | URSS   | CM          | 10 | 0  | 4 | 4 | 8   | Médaille d'argent  |  |          |
| 1973  | URSS   | CM          | 9  | 1  | 2 | 3 | 12  | Médaille d'or      |  |          |
| 1974  | URSS   | CM          | 7  | 2  | 2 | 4 | 6   | Médaille d'or      |  |          |
| 1976  | URSS   | JO          | 6  | 0  | 2 | 2 | 4   | Médaille d'or      |  |          |
| 1976  | URSS   | CM          | 10 | 1  | 1 | 2 | 0   | Médaille d'argent  |  |          |
| 1976  | URSS   | CC          | 3  | 0  | 1 | 1 | 2   | Médaille de bronze |  |          |
| 1977  | URSS   | CM          | 10 | 2  | 3 | 5 | 2   | Médaille de bronze |  |          |